# Джаннандреа, Джон
Джон Джаннандреа (англ. John Giannandrea; род. 1965, Бридж-оф-Аллан, Округ Стерлинг, Шотландия, Великобритания) — шотландский учёный, компьютерный специалист и топ-менеджер. Старший вице-президент по машинному обучению и стратегии ИИ компании Apple Inc.

## Биография
Джон Джаннандреа с отличием окончил университет Стратклайда в Глазго (Шотландия), где он получил степень бакалавра в области компьютерных наук, а затем был награждён почётной степенью доктора Honoris causa.
В начале своей карьеры Джон был старшим инженером в компании General Magic. Затем он был главным технологом группы веб-браузера Netscape Navigator в компании Netscape Communications, где он поучаствовал в создании технологии Cookie.
Затем он участвовал в учреждении двух технологических компаний: сначала компании Tellme Networks — созданная в 1999 году и в 2012 году купленная корпорацией Microsoft, где Джон занимал должность главного директора по технологиям (CTO), а затем компании Metaweb Technologies — компания, с 2005 года разрабатывавшая проект Freebase и в 2010 году приобретённая корпорацией Google, где Джон опять занимал должность CTO.
С 2010 года Джон 8 лет проработал в корпорации Google, где он руководил внедрением машинного обучения в различные интернет-сервисы компании Google — например такие как: распознавание лиц в Google Photos, умные ответы в Inbox для Gmail, и цифровой помощник Google Assistant. Затем он занялся разработкой стратегии использования в поисковой системе Google искусственного интеллекта, и с февраля 2016 года после ухода Амита Сингхала стал влиятельным топ-менеджером компании Google — заняв пост старшего вице-президента по поиску и искусственному интеллекту.
В апреле 2018 года он присоединился к корпорации Apple и поначалу занял должность директора по машинному обучению и стратегии ИИ компании Apple Inc, с непосредственным подчинением гендиректору Тиму Куку. Основной обязанностью Джона является руководство разработками искусственного интеллекта и машинного обучения для всех продуктов и сервисов Apple, но в первую очередь он руководит развитием технологий в таких проектах как: цифровой помощник Apple Siri, фреймворки Apple Core ML 2 (инструмент для машинного обучения и построения нейронных сетей) и Create ML (инструмент для создания и обучения моделей данных ИИ). 21 декабря 2018 года стало известно, что Джаннандреа занял должность старшего вице-президента по машинному обучению и стратегии ИИ компании Apple.
Джон также входит в Попечительский совет Института SETI и школы Кастильеха (англ. Castilleja School) в Пало-Альто (Калифорния).
В марте 2025 года на фоне задержки запуска генеративного ИИ Apple, был отстранён от руководства подразделениями разрабатывающими ИИ Apple Intelligence и голосовой ассистент Siri, после чего в руководстве его сменил Майк Роквелл (Mike Rockwell) — бывший руководитель отдела разработки Apple Vision Pro.